# Xanadu (Titan)
Pour les articles homonymes, voir Xanadu.
Xanadu est une vaste région claire — tant au radar qu'en lumière visible et infrarouge — située sur Titan, satellite naturel de Saturne. C'est l'une des premières formations identifiées sur cette lune, depuis la Terre dans l'infrarouge avec le télescope Hubble, avant même l'exploration in situ par les sondes Cassini et Huygens,. Elle a reçu le nom de Xanadu, palais légendaire décrit dans le poème Kubla Khan de Samuel Coleridge.

## Géographie
Située par 15° S et 100° W au sud-est de Shangri-la et au sud-ouest de Fensal, Xanadu s'étend sur environ 3 400 km le long de l'équateur de Titan, à l'avant du satellite dans le sens de sa révolution autour de Saturne. D'une superficie intermédiaire entre celles de l'Union européenne et des 48 États contigus des États-Unis, elle est prolongée au sud-est par une autre région d'albédo élevé, Tsegihi, et possède deux zones brillantes, Tui Regio (1 200 km) au sud-ouest et Hotei Regio (500 km) au sud-est.

## Géologie

### Trois domaines principaux
Cartographiée au radar et par spectrométrie visible et infrarouge — avec une résolution très inégale selon les endroits — par les instruments de la sonde Cassini au cours de ses survols successifs sur plusieurs années, cette région s'est révélée être unique sur Titan, avec une diversité de reliefs qui rappelle étonnamment les planètes telluriques comme la Terre,. Trois domaines principaux semblent se dessiner à partir des données fragmentaires dont nous disposons, essentiellement issues de la bande T13, acquise le 30 avril 2006 :
- À l'est, une région chaotique riche en cratères d'impacts très dégradés et/ou largement enfouis sous des matériaux plus récents au point d'être à peine identifiables, ce qui semble indiquer une surface plus ancienne que partout ailleurs sur le satellite. De fines trainées sinueuses semblent correspondre à des vallées creusées par des écoulements fluides.

- Au centre, une surface brillante très irrégulière formée de collines et de monticules rapprochés de taille variable et parcourue de zones sombres plus lisses, sans qu'aucune structure évoquant un cratère d'impact n'y soit décelable.

- À l'ouest, à proximité de Shangri-la, une région plus sombre et plus lisse caractérisée par l'abondance et la largeur des vallées fluviales[10], sans qu'aucun cratère n'y soit décelable.

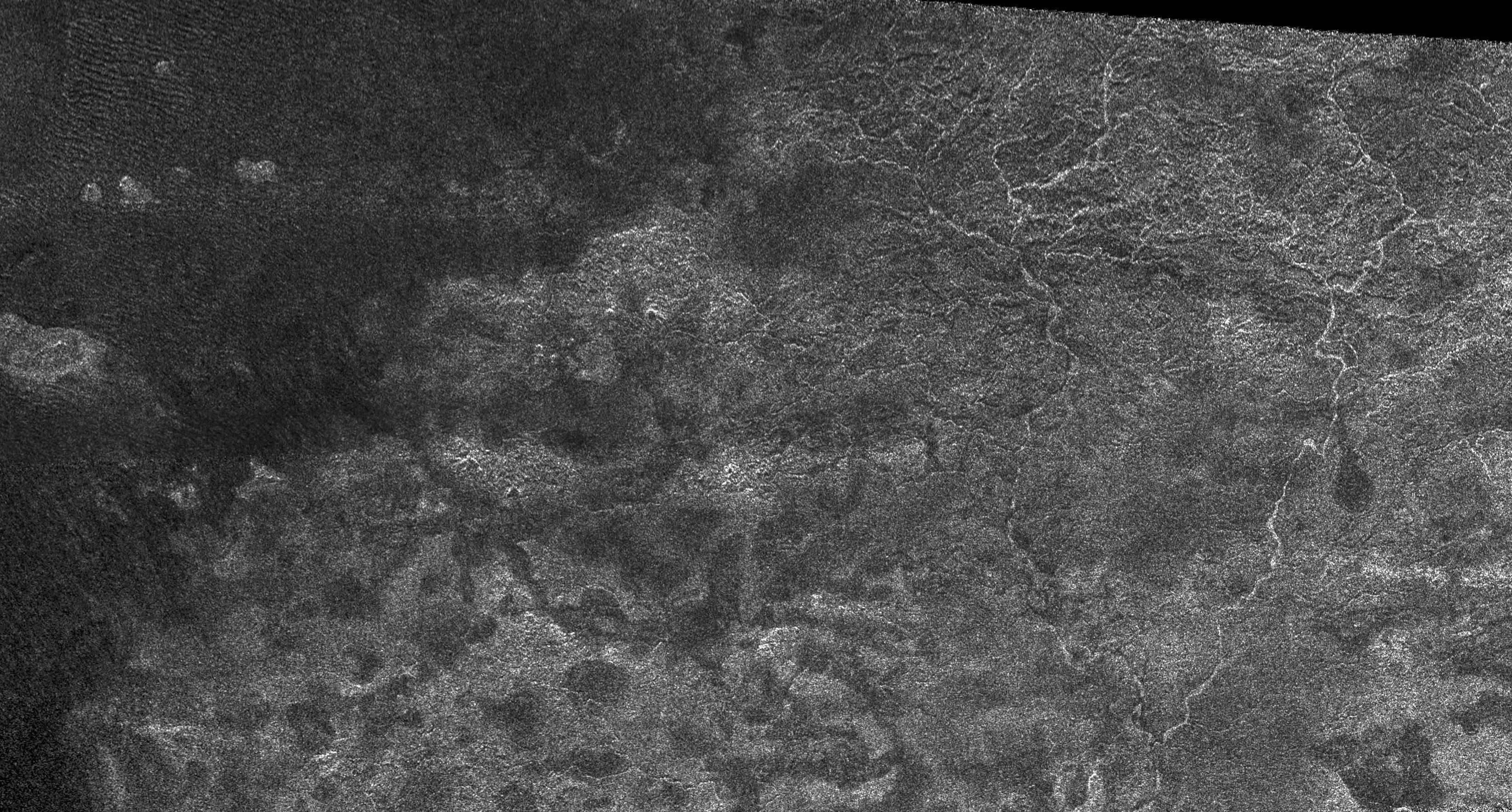
Région occidentale de Xanadu bordant Shangri-la (visible en haut à gauche) et caractérisée par ses impressionnantes vallées d'hydrocarbures légers — méthane, éthane — et d'azote liquide, bien visibles à droite.

### Histoire géologique et évolution de Xanadu
L'absence de données directes sur la nature des terrains et la topographie fine de la région empêche d'en dresser avec précision l'histoire géologique. Un schéma général semble néanmoins se dessiner au vu des quelques informations à ce jour recueillies :
- L'est de Xanadu, au point « avant » du satellite dans sa révolution autour de Saturne, concentre tous les cratères d'impact de la région, et une proportion importante de tous les cratères d'impact identifiés ou suspectés sur Titan[11]. Il s'agit donc très vraisemblablement d'une région ancienne, sans doute la plus ancienne de toute la surface du satellite.

- Le centre et l'ouest de la région sont manifestement plus récents, puisque tous les cratères y ont été effacés. L'origine de la texture irrégulière de la surface des terrains du centre rappelle les régions karstiques sur Terre, résultant de la dissolution de sols riches en carbonates sous l'effet du ruissellement de l'eau de pluie. Un tel phrénomène est suspecté sur Titan, avec des précipitations de méthane[12] jouant le rôle de l'eau, sur un terrain composé essentiellement de glace d'eau avec une certaine proportion d'ammoniac. De telles précipitations de CH4 se produiraient d'ailleurs préférentiellement dans la région de Xanadu[13], ce qui expliquerait l'importance des vallées sinueuses qui y ont été observées. Le cryovolcanisme pourrait également avoir contribué à rajeunir les surfaces de Xanadu, particulièrement à l'ouest et vers Hotei Arcus[14].

Le caractère localisé du processus d'altération des surfaces est un trait remarquable de la région : des cratères d'impact sont en effet visibles tout autour de Xanadu, tels que Guabonito, Selk et Menrva, ce qui signifie que la durée de rétention des cratères sur ces régions est bien plus grande que sur Xanadu.